# Federico Montañana
Pour les articles homonymes, voir Montañana.
Federico Montañana, né à Valence (Espagne) le 26 février 1928 et mort vers Figueras le 26 décembre 2005, est un peintre, graveur et scénographe espagnol.
Il a fait partie de la première génération de peintres d'avant-garde de l'après-guerre et a été l'un des fondateurs à Valence du Grupo Z.

## Biographie
Federico Montañana Alba est né le 26 février 1928 à Valence (Espagne) où il a étudié à l'Académie royale des beaux-arts de San Carlos.
Il est considéré comme l'un des artistes d'avant-garde de la peinture valencienne de l'après-guerre, représentée par le Grupo Z qu'il a fondé avec ses compagnons d'études Carmen Pérez Giner, Jacinta Gil, Manuel Benet, Custodio Marco, Manuel Gil, José Vento et Ricardo Zamorano (les « ocho » qui ont participé à l'exposition fondatrice en novembre 1947). Ont aussi fait partie ou été invités dans ce mouvement des artistes tels que Eusebio Sempere, Vicente Beltrán Grimal (es) et Rafael Pérez Contel (es).
Il développe lors de cette étape initiale une « neo-figuration très dissoute » et une grande richesse chromatique propre, marquée par l'environnement lumineux de ses lieux de travail dans les provinces de Valence et de Alicante et, en contraste, par les natures mortes.
Il obtient en 1946 son premier prix important, la médaille d'Art universitaire, avant de recevoir en 1948 le prix de Rome. En 1949, il obtient une bourse de la province de Valence pour son œuvre plastique, Figura, et part se perfectionner à Madrid.
De retour à Valence[Quand ?] il travaille, comme scénographe de théâtre, où il se fait remarquer pour ses décors de La dama duende (es) de Pedro Calderón de la Barca ou La enamorada del rey (es) de Valle-Inclán. Il gagne à cette époque une médaille lors de la biennale hispano-ibéroaméricaine de 1951 ainsi que le prix du salon d'Automne de Valence en 1957, ainsi que le prix du salon d'Automne de Valence en 1957,.
Dans les années 1950, Montañana se rend à Paris suivre une formation de gravure à l'École nationale supérieure des beaux-arts, où il a comme professeur Édouard Goerg. Bien qu'il séjourne régulièrement en Espagne, il s'installe définitivement dans la capitale française. Il prend part au mouvement artistique La Jeune Peinture et reçoit en 1963 le prix Othon Friez pour ses gravures exécutées en France.
A Paris, son art évolue vers une « abstraction gestuelle » sans perdre la force du chromatisme et la propreté de ligne qui l'a toujours caractérisé.
En 2005, alors qu'il se rend à Valence où il doit préparer son discours de réception à l'Académie royale des beaux-arts de San Carlos qui vient de l'élire en tant que membre, il meurt soudainement le 26 décembre 2005 à bord du train aux abords de Figueras,.
Il reçoit le titre de membre académique à titre posthume.